# Тиллиси, Халифа
Халифа Мохаммед Тиллиси (араб. خليفة محمد التليسي‎, 9 мая 1930, Триполи, Итальянская Триполитания — 13 января 2010, Триполи, Ливия) — ливийский арабоязычный писатель, переводчик, лингвист и политик.

## Биография
Халифа Тиллиси родился 9 мая 1930 года в ливийском городе Триполи.

### Политическая и общественная деятельность
Сначала работал учителем, но вскоре занялся политикой. С 1952 года работал в парламенте Ливии, в 1962 году стал его генеральным секретарём. В 1964—1967 годах работал министром информации в правительствах Махмуда аль-Мунтасира и Хусейна Мазика. В 1967—1969 годах был послом Ливии в Марокко.
В 1960 году за счёт ЮНЕСКО отправился в Италию для знакомства с итальянской литературой и учёбы в Неаполитанском университете, где он получил почётную докторскую степень.
После того как в 1969 году Ливию возглавил Муаммар Каддафи, Тиллиси судили и приговорили к 4 годам тюрьмы.
В 1974 году основал «Арабский книжный дом» — ливийско-тунисскую издательскую фирму. В 1977 году стал первым президентом Ливийской литературной и писательской ассоциации. В 1978 году был назначен генеральным секретарём Ассоциации арабских писателей. В 1981 году стал генеральным секретарём Ассоциации арабских издателей.

### Литературная деятельность
Автор 49 книг. Первая книга Тиллиси «Аш-Шабби и Джебран» была опубликована в 1957 году, её героями стали два арабских поэта начала XX века — тунисец Абу-ль-Касим аш-Шабби и ливанец Джебран Халиль Джебран. Был известен как поэт и литературный критик.
Был автором словаря и книги об истории итальянских колониальных войн в Ливии, итальянско-арабского и арабского словарей.
Перевёл на арабский произведения Федерико Гарсии Лорки в трёх томах: поэзию, прозу, драматургию. Переводил с итальянского на арабский труды литераторов и политиков Пабло Неруды, Луиджи Пиранделло, Эудженио Монтале, Энрико де Агостини, Аттилио Теруцци, Джованни Джолитти, Аттилио Мори.
Умер 13 января 2010 года в Триполи.